# Sarıköy, Gönen
Sarıköy là một thị trấn thuộc huyện Gönen, tỉnh Balıkesir, Thổ Nhĩ Kỳ. Dân số thời điểm năm 2010 là 4.87 người.